# Claudio Guerra
José Claudio Guerra Ribeiro, noto semplicemente come Claudio Guerra (Montevideo, 1º agosto 1966), è un ex giocatore di calcio a 5 uruguaiano.

## Carriera
Con la nazionale maschile di calcio a 5 dell'Uruguay ha disputato due campionati mondiali: nel 1996 la selezione sudamericana fu eliminata nel girone del secondo turno comprendente Brasile, Ucraina e Paesi Bassi; nel 2000 rimase fuori inaspettatamente dalla seconda fase in favore dell'Egitto. In totale, ha raccolto oltre 70 prseenzem con la nazionale del suo Paese.